# Matriz transpuesta

La traspuesta A^{T} de una matriz A puede ser obtenida reflejando los elementos a lo largo de su diagonal. Repitiendo el proceso en la matriz traspuesta devuelve los elementos a su posición original. Así, la traspuesta de una traspuesta es la matriz original, (A^{T})^{T} = A.

Sea {\displaystyle A} una matriz con {\displaystyle m} filas y {\displaystyle n} columnas. La matriz traspuesta, denotada con {\displaystyle A^{t}}.
Está dada por:
En donde el elemento  {\displaystyle a_{ji}} de la matriz original {\displaystyle A} se convertirá en el elemento {\displaystyle a_{ij}}  de la matriz traspuesta {\displaystyle A^{t}}.

## Ejemplos
{\displaystyle {\begin{bmatrix}a&b\\c&d\\e&f\\\end{bmatrix}}^{t}={\begin{bmatrix}a&c&e\\b&d&f\\\end{bmatrix}}}
{\displaystyle {\begin{bmatrix}1&2\\3&4\\5&6\\\end{bmatrix}}^{t}={\begin{bmatrix}1&3&5\\2&4&6\end{bmatrix}}}
Otro ejemplo un poco más grande es el siguiente:
{\displaystyle {\begin{bmatrix}0&0&4\\1&0&4\\0&1&0\\0&3&2\\0&2&3\\0&3&4\\3&3&1\end{bmatrix}}^{t}\quad =\quad {\begin{bmatrix}0&1&0&0&0&0&3\\0&0&1&3&2&3&3\\4&4&0&2&3&4&1\end{bmatrix}}}

## Propiedades
Involutiva
- Para toda matriz {\displaystyle A},

{\displaystyle (A^{t})^{t}=A\,}
| Demostración |
| Se recurre a la definición de trasposición elemento a elemento, sean aij dichos elementos, denotando por A = (aij)ij a la matriz, se tiene {\displaystyle (A^{t})^{t}=\left(\left(a_{ij}\right)_{ij}^{t}\right)^{t}=\left(\left(a_{ji}\right)_{ij}\right)^{t}=\left(a_{ij}\right)_{ij}=A} ∎ |

Distributiva
- Sean A y B matrices con elementos en un anillo {\displaystyle {\mathcal {A}}} y sea {\displaystyle c\in {\mathcal {A}}}:

{\displaystyle (A+B)^{t}=A^{t}+B^{t}\,}
| Demostración |
| Denotando por A = (aij)ij, B = (bij)ij y A+B = (cij)ij, donde cij = aij+bij, se tiene {\displaystyle (A+B)^{t}=\left(c_{ij}\right)_{ij}^{t}=\left(c_{ji}\right)_{ij}=\left(a_{ji}+b_{ji}\right)_{ij}=\left(a_{ji}\right)_{ij}+\left(b_{ji}\right)_{ij}=A^{t}+B^{t}} ∎ |

Lineal
{\displaystyle (c\,A)^{t}=c\,A^{t}}
| Demostración |
| Se recurre a la definición de producto por escalar como operación externa {\displaystyle cA=c\left(a_{ij}\right)_{ij}=\left(ca_{ij}\right)_{ij}} sea dij = c aij, con esta notación se tiene c A = (dij)ij, por trasposición queda {\displaystyle (cA)^{t}=\left(d_{ij}\right)_{ij}^{t}=\left(d_{ji}\right)_{ij}=\left(ca_{ji}\right)_{ij}=cA^{t}}∎ |

- Para el producto usual de las matrices {\displaystyle A} y {\displaystyle B},

{\displaystyle (AB)^{t}=B^{t}A^{t}\,}
| Demostración |
| Se recurre a la definición de producto matricial, sean A = (aij)ij, B = (bij)ij y A B = (cij)ij entonces por definición {\displaystyle c_{ij}=\sum _{k=1}^{r}a_{ik}b_{kj}} por trasposición queda {\displaystyle c_{ji}=\sum _{k=1}^{r}a_{jk}b_{ki}=\sum _{k=1}^{r}b_{ki}a_{jk}} que coincide con la definición de producto para Bt At∎ |

- Si {\displaystyle A} es una matriz cuadrada cuyas entradas son números reales, entonces

{\displaystyle A^{t}A\,}
es semidefinida positiva.
| Demostración |
| Sean A una matriz de tamaño m × n y x un vector columna de n componentes perteneciente a un espacio normado, con {\displaystyle \scriptstyle \\|\cdot \\|} denotando la norma euclídea. {\displaystyle x^{t}A^{t}Ax=(Ax)^{t}Ax=\\|Ax\\|^{2}} de las propiedades de la norma se deduce xt At A x ≥ 0 para todo x, luego At A es semidefinida positiva. ∎ |

## Definiciones asociadas
Una matriz cuadrada {\displaystyle A} es simétrica si coincide con su traspuesta:
{\displaystyle A^{t}=A\,}
Una matriz cuadrada {\displaystyle A} es antisimétrica si su traspuesta coincide con su inverso aditivo.
{\displaystyle A^{t}=-A\,}
Si los elementos de la matriz {\displaystyle A} son números complejos y su traspuesta coincide con su conjugada, se dice que la matriz es hermítica.
{\displaystyle A^{t}={\bar {A}},\quad A=({\bar {A}})^{t}=A^{\dagger }}
y antihermítica si
{\displaystyle A^{t}=-{\bar {A}}}
Vale la pena observar que si una matriz es hermítica (matriz simétrica en el caso de matriz real) entonces es diagonalizable y sus autovalores son reales. (El recíproco es falso).